# Fritz Demuth
Fritz Demuth (* 11. Januar 1876 in Berlin; † 9. Mai 1965 in London) war ein deutscher Wirtschaftswissenschaftler.

## Leben
Fritz Demuth war ein Sohn des Kaufmanns Rudolf Demuth und der Clara Markwald. Er heiratete 1922 Leonore Brandt, sie hatten zwei Kinder. Demuth studierte Rechts- und Staatswissenschaften in Freiburg im Breisgau, München, Berlin und Jena und wurde 1893 über Theodor von Bernhardi promoviert.
Demuth war als Syndikus der Industrie- und Handelskammer Berlin tätig und zeitweilig Vorsitzender des Kuratoriums der Handelshochschule Berlin. Er war Mitglied des Vorläufigen Reichswirtschaftsrats. 1933 musste er emigrieren. In der Schweiz war er Mitbegründer der Notgemeinschaft deutscher Wissenschaftler im Ausland. 1936 ging er nach England und leitete dort die Notgemeinschaft. 1938 wurden er und seine Frau vom Deutschen Reich ausgebürgert.
Er hatte Kontakte zur Labour Party und wirkte am Deutschlandprogramm des Central European Joint Committee sowie bei der politischen Umerziehung von deutschen Kriegsgefangenen in Wilton Park mit.
Nach 1949 wurde ihm das Bundesverdienstkreuz verliehen.

## Schriften (Auswahl)
- F. Th. v. Bernhardi. Ein Beitrag zur Geschichte der Nationalökonomie im 19. Jahrhundert. Fischer, Jena 1900 (Zugleich: Jena, Univ., Diss., 1899).
- (Mit-Verf.): Die Bedeutung der Rationalisierung für das deutsche Wirtschaftsleben. Stilke, Berlin 1928.
- Hans J. Schneider: Grundlagen der deutsch-französischen Wirtschaftsbeziehungen. Mit einer Einleitung von Demuth über Frankreichs Einstellung zu Deutschland. C. Heymann, Berlin 1931.
- List of displaced German scholars. Notgemeinschaft Deutscher Wissenschaftler im Ausland, London 1936.